# Мегалополис
Мегалополис (од грч. мегас, генитив мегалу - велики и полис - град) је урбанизована зона надагломерационог нивоа, која обухвата неколико великих градова. Овај термин је у научну употребу увео Жан Готман 1961. године, а концепт је развио Константинос Доксијадис 1968. године. У поређењу са градском агломерацијом мегалополис има низ карактеристичних одлика међу којима можемо издвојити следеће:
- величина територије - по површини мегалополис превазилази сваку агломерацију
- демографски потенцијал - Жан Готман је указивао да прави мегалополис мора имати најмање 25 милиона људи
- морфолошка структура - мегалополис представља ареално-линеарну творевину у виду низа градова
- просторна структура - густина насељености је неравномерна и постоји више језгра концентрације људи и активности

У свету на почетку двадесет и првог века може се издвојити 15 мегалополиса који су у потпуности формирани или су у настајању:
- Босваш (Балтимор, Филаделфија, Њујорк, Бостон, Вашингтон)- у САД
- Чипитс (Детроит, Чикаго, Кливленд, Питсбург) - у САД
- Сан-Сан (Сан Франциско, Лос Анђелес, Сан Дијего) - САД
- Токаидо (Јокохама, Кавасаки, Токиo, Кјото, Осака, Нагоја) - у Јапану
- енглески (Лондон, Бирмингем, Манчестер, Ливерпул) - у Великој Британији
- рајнски (Рандштад, Рур) - у Холандији и Немачкој
- Сао-Рио (Сао Пауло, Рио де Жанеиро) - у Бразилу
- лаплатски (Буенос Ајрес, Ла Плата) - у Аргентини
- Визагмахангар (Дака, Кулна, Калкута, Асансол) - у Бангладешу и Индији
- Џабан (Џакарта, Бандунг) - у Индонезији
- Пектјен (Пекинг, Тјенцин) - у Кини
- Шенчен (Шангај, Нанкинг, Ченгчоу) - у Кини
- Квансјан (Кантон, Шенџен, Хонгконг) - у Кини
- нигеријски (Лагос, Ибадан) - у Нигерији
- нилски (Каиро, Александрија) - у Египту